# Fatmayı
Fatmayı är en ort i Azerbajdzjan.   Den ligger i distriktet Apsjeron, i den östra delen av landet, 17 km norr om huvudstaden Baku. Fatmayı ligger 79 meter över havet och antalet invånare är 1 816.
Terrängen runt Fatmayı är huvudsakligen platt. Fatmayı ligger uppe på en höjd. Runt Fatmayı är det tätbefolkat, med 982 invånare per kvadratkilometer.. Närmaste större samhälle är Baku, 17,4 km söder om Fatmayı.
Omgivningarna runt Fatmayı är i huvudsak ett öppet busklandskap.